# محمدرضا خلعتبری
محمدرضا خلعتبری (زادهٔ ۲۳ شهریور ۱۳۶۲) بازیکن بازنشسته‌ فوتبال اهل ایران است که در پست هافبک هجومی بازی می‌کرد.

## آغاز فوتبال و دوران باشگاهی

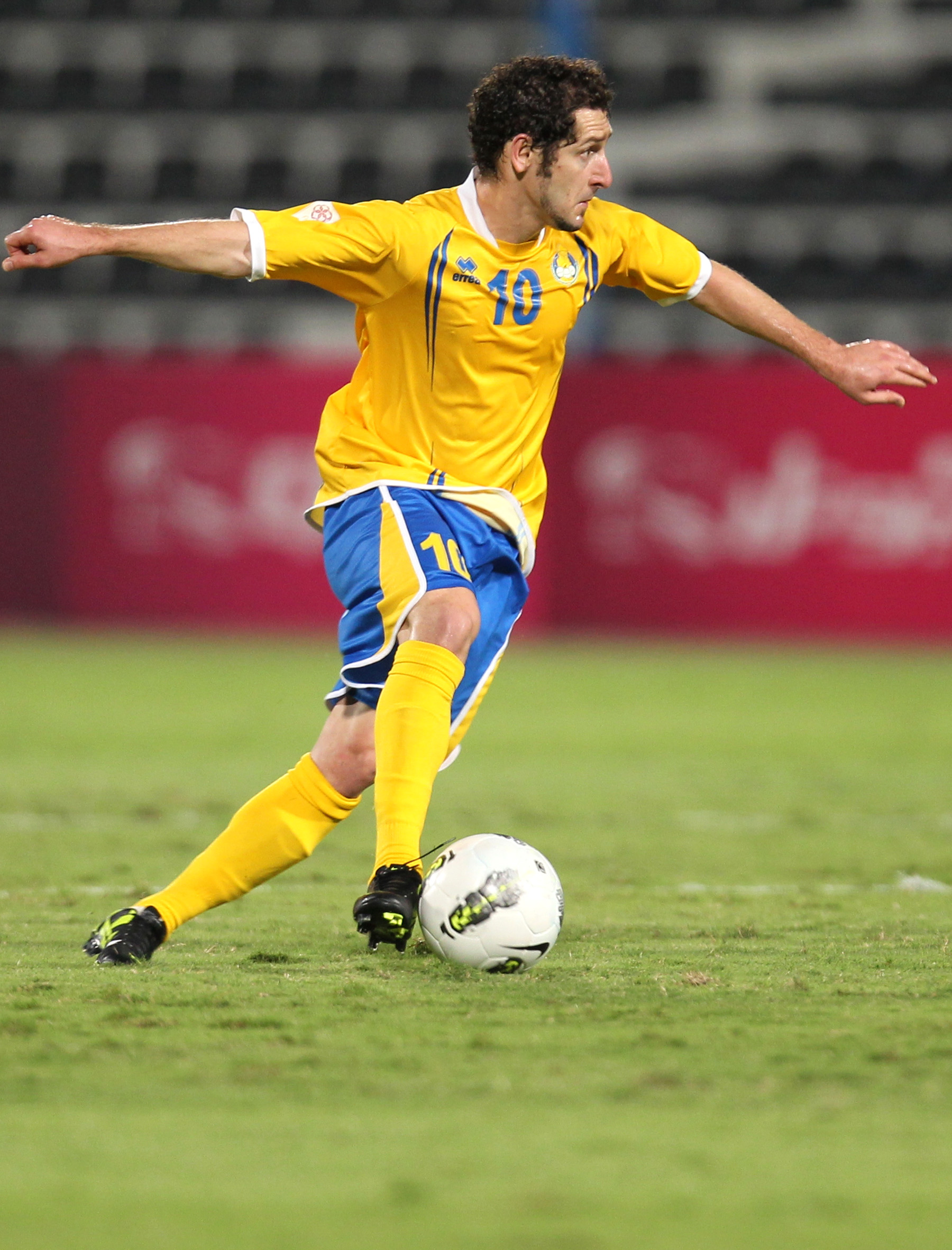
محمدرضا خلعتبری در تیم الغرافه قطر - ۱۳۹۰

محمدرضا خلعتبری فوتبال خود را از تیم جوانان شموشک نوشهر شروع کرد، سپس در سال ۱۳۸۲ به تیم بزرگسالان شموشک نوشهر پیوست و در لیگ برتر حضور یافت. وی برای انجام خدمت سربازی در سال ۱۳۸۳ راهی تیم فوتبال ابومسلم خراسان شد. او دو فصل برای ابومسلم توپ زد و بعد از آن در سال ۱۳۸۵ راهی تیم فوتبال ذوب آهن اصفهان شد و ۵ فصل در این تیم بازی کرد.
پس از آن او در خرداد ۱۳۹۰ به تیم الغرافه قطر پیوست و مدتی نیز عضو این باشگاه بود تا اینکه در دی ۱۳۹۰ به باشگاه الوصل امارات پیوست و شاگردی دیگو مارادونا را تجربه کرد. او پس از الوصل مجدداً در سال ۱۳۹۱ به اصفهان بازگشت، اما این بار به تیم سپاهان اصفهان پیوست و یک فصل در این تیم حضور داشت تا بازی در هر دو تیم مطرح اصفهانی را نیز تجربه کند.
وی در خرداد ۱۳۹۲ ابتدا قراردادی با تیم عجمان امارات منعقد کرد اما به دلیل استفاده لیگ امارات از نام جعلی خلیج عربی، قراردادش را فسخ و به ایران بازگشت. او در شهریور ۱۳۹۲ به پرسپولیس تهران پیوست. وی در تیر ماه ۱۳۹۳ از این تیم جدا شد و با قراردادی ۲ ساله بار دیگر به تیم سپاهان اصفهان پیوست. او در خرداد ۱۳۹۵ با قراردادی ۱ ساله به تیم گسترش فولاد تبریز پیوست. وی در دی ماه ۱۳۹۵ با قراردادی به مدت نیم فصل به سایپا تهران پیوست. او در خرداد ۱۳۹۶ به تیم فوتبال پدیده خراسان پیوست. وی در دی ماه ۱۳۹۷ بار دیگر به ذوب آهن پیوست. در دی ماه ۱۳۹۸ خلعتبری با قراردادی دو و نیم ساله به شهرخودرو پیوست. پس از گذشت تنها نیم فصل، خلعتبری برای سومین بار با قراردادی یک ساله به سپاهان پیوست.

## تیم ملی فوتبال ایران
خلعتبری اولین بار توسط علی دایی در سال ۱۳۸۷ به تیم ملی فوتبال ایران دعوت شد. او اولین گل ملی خود را در یک بازی دوستانه در تاریخ ۲۰ بهمن ۱۳۸۹ در مقابل تیم ملی روسیه به ثمر رساند. وی به همراه تیم ملی در جام ملت‌های آسیا ۲۰۱۱ حضور یافت و در این مسابقات به میدان رفت.

## لیگ قهرمانان آسیا
او یکی از تأثیرگذارترین بازیکنان لیگ قهرمانان آسیا در فصل ۲۰۱۰ برای تیم ذوب‌آهن بود که در دیدار پایانی لیگ قهرمانان آسیا ۲۰۱۰ در مقابل تیم سئونگنام هم موفق به گلزنی شد. یکی از مهم‌ترین گل‌های خلعتبری در این رقابت‌ها گل دقیقهٔ ۸۰ او در مسابقهٔ برگشت یک چهارم نهایی به تیم پوهانگ استیلرز در کره جنوبی بود که باعث صعود ذوب‌آهن به مرحلهٔ نیمه نهایی شد.
او در مجموع مسابقات لیگ قهرمانان آسیا ۲۰۱۰ توانست ۵ گل به ثمر برساند و در ردهٔ سوم گلزنان برتر این فصل از لیگ قهرمانان آسیا قرار گرفت.

## گل‌های ملی
|    | تاریخ         | محل برگزاری      | حریف     | نتیجه | رقابت                  |
| -- | ------------- | ---------------- | -------- | ----- | ---------------------- |
| ۱. | ۲۰ بهمن ۱۳۸۹  | ابوظبی، امارات   | روسیه    | ۰–۱   | بازی دوستانه           |
| ۲. | ۶ مرداد ۱۳۹۰  | ماله، مالدیو     | مالدیو   | ۰–۱   | مقدماتی جام جهانی ۲۰۱۴ |
| ۳. | ۱۴ خرداد ۱۳۹۱ | تاشکند، ازبکستان | ازبکستان | ۰–۱   | مقدماتی جام جهانی ۲۰۱۴ |
| ۴. | ۲۵ مرداد ۱۳۹۱ | کچکه‌مت، مجارستان | تونس     | ۲–۲   | بازی دوستانه           |
| ۵. | ۲۱ خرداد ۱۳۹۲ | تهران، ایران     | لبنان    | ۰–۴   | مقدماتی جام جهانی ۲۰۱۴ |

## افتخارات
باشگاهی
- لیگ برتر
  - قهرمانی در لیگ برتر فوتبال ایران ۹۴–۱۳۹۳ به همراه تیم سپاهان اصفهان
  - نایب قهرمانی در لیگ برتر فوتبال ایران ۸۸–۱۳۸۷ به همراه تیم ذوب‌آهن اصفهان
  - نایب قهرمانی در لیگ برتر فوتبال ایران ۸۹–۱۳۸۸ به همراه تیم ذوب‌آهن اصفهان
  - نایب قهرمانی در لیگ برتر فوتبال ایران ۹۳–۱۳۹۲ به همراه تیم پرسپولیس تهران
- جام حذفی
  - قهرمانی در جام حذفی ۸۸–۱۳۸۷ به همراه تیم ذوب‌آهن اصفهان
  - قهرمانی در جام حذفی ۹۲–۱۳۹۱ به همراه تیم سپاهان اصفهان
  - نایب قهرمانی در جام حذفی ۸۴–۱۳۸۳ به همراه تیم ابومسلم خراسان
- سوپر جام
  - قهرمانی در سوپر جام ۱۴۰۰ با باشگاه فولاد خوزستان
- لیگ قهرمانان آسیا
  - نایب قهرمانی در لیگ قهرمانان آسیا ۲۰۱۰ به همراه تیم ذوب‌آهن اصفهان
- لیگ قهرمانان باشگاه‌های عرب خلیج
  - نایب قهرمانی در لیگ قهرمانان باشگاه‌های خلیج فارس ۲۰۱۲ به همراه تیم الوصل دبی

ملی
- قهرمانی فوتبال غرب آسیا
  - قهرمانی در مسابقات فوتبال غرب آسیا ۲۰۰۸ به همراه تیم ملی فوتبال ایران

فردی
- لیگ برتر
  - بهترین پاسور گل لیگ برتر ۸۸–۱۳۸۷ با ۹ پاس گل در تیم ذوب‌آهن اصفهان به‌طور مشترک با اسماعیل فرهادی و ایوان پتروویچ
  - بهترین پاسور گل لیگ برتر ۹۲–۱۳۹۱ با ۱۳ پاس گل در تیم سپاهان اصفهان